# Michel Lussault

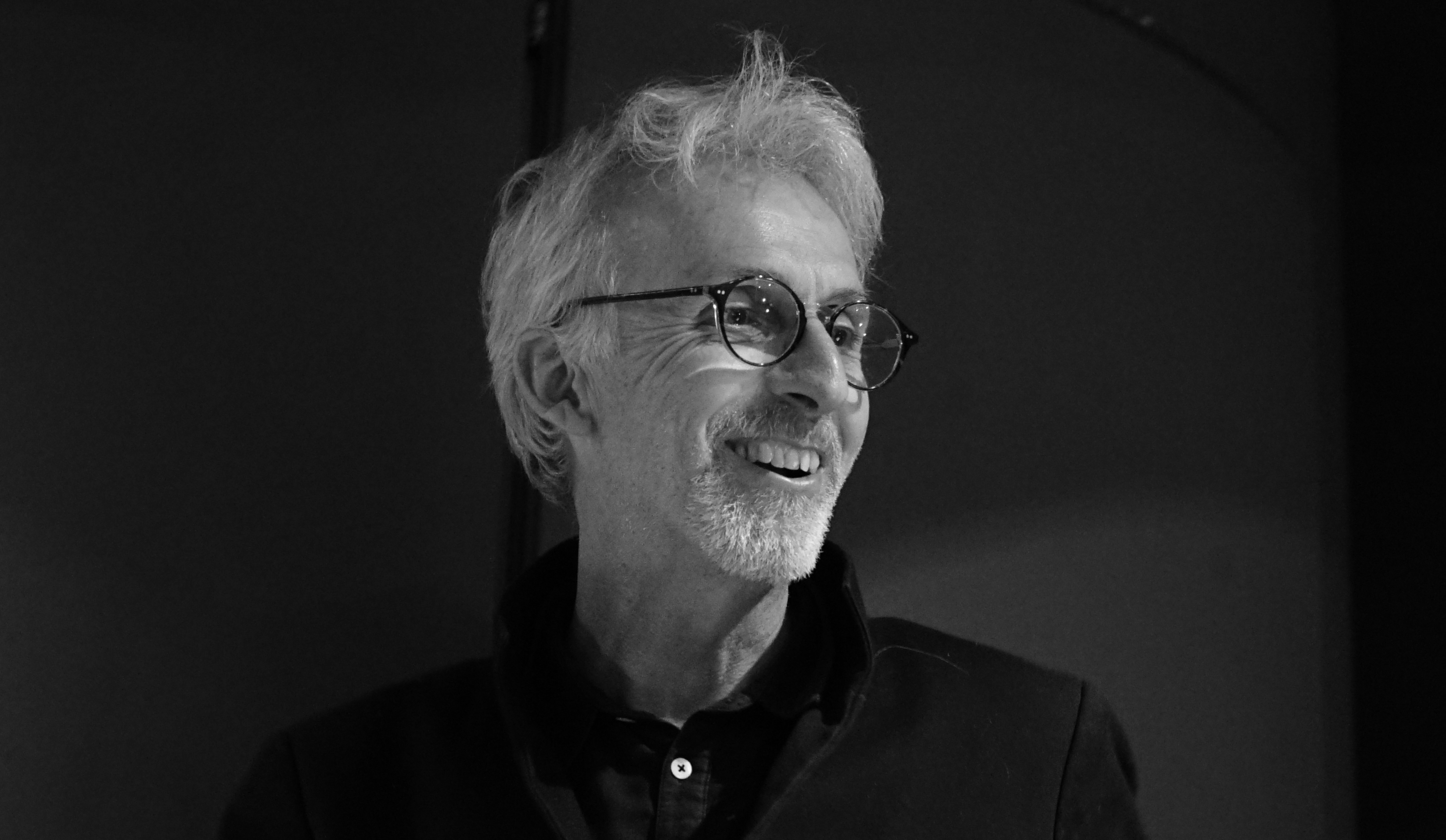
Michel Lussault en 2018.

Michel Lussault (Tours, 26 de enero de 1960) es un geógrafo francés.

## Biografía
Graduado en Geografía (1982) y doctorado en Geografía urbana por la Universidad de Tours, Michel Lussault es profesor de Estudios Urbanos en la Escuela Normal Superior de Lyon y miembro del laboratorio de investigación sobre el medio ambiente, ciudades y sociedades 'UMR 5600', impulsado por el Centre National de la Recherche Scientifique (CNRS) y la Universidad de Lyon. Estudia las modalidades de la habitación humana en todas sus escalas y partiendo de la base de que la urbanización global es el nuevo hábito de referencia. Entre las numerosas responsabilidades institucionales que ha tenido, se encuentra la copresidencia —junto con Paul Chémetov— del 'Conseil Scientifique de la Consultation Internationale: Un pari pour le Grand Paris (2008-2009)' o la presidencia de la Universidad de Tours y de la Conférence des Présidents d’Université (CPU). También es director del Institut français de l'éducation (IFE) desde 2012 y presidente del 'Conseil Supérieur des Programmes'.
Entre su obra publicada, destacan el Dictionnaire de la géographie et de l’espace des sociétés, (con Jacques Lévy, 2003), Habiter, le propre de l’humain (con Thierry Paquot y Chris Younes, 2007), L'homme spatial: la construction sociale de l'espace humain (2007), De la lutte des classes à la lutte des places (2009) o L'avènement du Monde: essai sur l'habitation humaine de la terre (2013). Lussault es miembro del comité de expertos del Premio Europeo del Espacio Público Urbano desde la edición de 2014.